# Ingeld
Ingeld (del inglés antiguo; nórdico antiguo: Ingjald) fue un caudillo vikingo y guerrero semilegendario de la era de Vendel (siglo VI), que se encuentra presente en fuentes literarias inglesas y sagas nórdicas como rey de los headobardos. Su figura protohistórica es una de las más conocidas, hasta el punto de que en 797 Alcuino de York escribió una carta al obispo Higbaldo de Lindisfarne cuestionando el interés de los monjes en leyendas heroicas:
'Quid enim Hinieldus cum Christo?' – ¿Qué tiene que ver Ingeld con Cristo?
Las leyendas que han sobrevivido hablan de Ingeld como enemigo de los reyes Hroðgar, Halga y Hroðulf (Hrólfr Kraki). El conflicto entre los Ynglings Hroðgar y Hroðulf por un lado, y el headobardo Froda e Ingeld por otro lado, es un argumento consumado en ambas obras: Beowulf y Widsith. Los investigadores generalmente están de acuerdo que estos personajes aparecen en el poema épico Beowulf, sagas nórdicas y crónicas danesas como Gesta Danorum de Saxo Grammaticus. La tradición escandinava, no obstante, omite a los headobardos como parte del conflicto y resumen el conflicto como una deuda de sangre familiar. o un conflicto con los sajones, donde los daneses sustituyen a los headobardos.

## Beowulf
En Beowulf, Ingeld es hijo del rey Froda de los headobardos, y se encuentran en Guerra con los daneses. Cuando Beowulf informa a su rey Hygelac de su aventura en Dinamarca, menciona que Hroðgar tenía una hija llamada Freawaru. Froda muere enfrentado a los daneses; para acabar con la violencia y la deuda de sangre Hroðgar envía a Freawaru para casarse con Ingeld. La maniobra no sale bien, ya que un viejo guerrero anima a los headobardos a la venganza, y Beowulf profetiza a Hygelac que Ingeld se volverá contra su suegro Hroðgar. En Gesta Danorum (ver abajo), el viejo guerrero aparece como el legendario Starkad que consigue el repudio de Ingeld a su esposa, se divorcia y se posiciona contra la familia de ella. En el poema Beowulf, el poeta cita la destrucción y quema de Heorot, que Francis Barton Gummere no interpreta como una nueva guerra que se inicia con la quema del palacio, pero dos eventos distintos.

## Widsith
Beowulf no menciona de quien es el triunfo de la batalla con Ingeld, pero el poema más antiguo Widsith cita a Hroðgar y Hroðulf derrotando a Ingeld en Heorot.

## Saga SkjöldungayBjarkarímur
La saga Skjöldunga y Bjarkarímur invierten la relación entre Froda e Ingeld, siendo Ingeld (Ingjaldus) padre de Froda (Frodo). Aquí Ingeld es hermanastro de Healfdene (Halfdan).
Frodo derrota al rey de los suiones (suecos) de Svealand, Jorund, sometiéndole a tributo y tomando a su hija. De esa relación nace Halfdan, pero otra mujer se convierte en consorte legítima y da a luz a Ingjaldus. Juntos con uno de sus jarls, llamado Swerting, Jorund conspira contra Frodo y lo mata durante un blót.
Halfdan tiene una reina llamada Sigrith, con quien tiene tres hijos: Roas (Hroðgar), Helgo (Halga) y una hembra Signý. Ingjaldus está celoso, ataca y mata a su hermanastro Halfdan y casa con Sigrith. Ingjaldus y Sigrith tienen dos hijos: Rærecus y Frodo. Ingjaldus, preocupado por sus sobrinos y la possible venganza, intenta encontrarlos para matarles, pero ambos se esconden en una isla cerca de Skåne; cuando crecen, vengarán a su padre matando a Ingjaldus.
En Hrólfs saga kraka, que coincide en gran parte del relato, es which Froda (Fróði) el hermano de Halfdan.

## Gesta Danorum
La tradición de la venganza entre el headobardo Ingeld y Froda aparece dos veces en Gesta Danorum. También aparece una tercera mención cuando el viejo guerrero reinicia el conflicto y despierta la sed de venganza. 
La primera cita sobre la deuda de sangre aparece en el libro 2, cuando Ingeld (aquí Ingild) aparece con su hijo Agnar. El hijo de Ingled, en esta versión, se iba a casar con la hermana de Hroðulf, llamada Rute, pero surge una disputa y Agnar muere en un holmgang contra Bödvar Bjarki (aquí Biarco). 
La segunda cita pertenece al Libro 6, relacionada con las aventuras de Starkad, cuando el Viejo guerrero reinicia la sed de venganza y el conflicto. El rey Froda muere a traición por un sajón llamado Swerting (Swertingus). El hijo de Froda llamado Ingeld (Ingellus) vive una vida lujuriosa y casa con una de las hijas de Swerting. Starkad se enfurece y abandona al rey para irse a la corte del rey sueco Healfdene (Haldanus). Como Ingeld sigue con su vida sin sentido negándose a cumplir con su deber y vengar a su padre, Starkad aparece durante un banquete donde ingeld comparte mesa con los hijos del verdugo de su progenitor, humillando a la reina que intenta calmar a Starkad cortésmente. Starkad consigue despertar a Ingeld de su letargo, se divorcia de su esposa sajona y mata a sus hermanos. 
La tercera cita, menciona a Froda e Ingeld (Libro 7), pero aquí Hroðgar es Harald y Halga es Haldanus. Ingeld es el mismo como en otros parágrafos precedents, pero Froda es el hijo de Ingeld. Es una versión de la deuda de sangre que aparece en la saga Skjöldunga, Bjarkarímur y Hrólfs saga kraka, donde los headobardos no aparecen y la deuda de sangre es un conflicto entre familias. Ingled tiene dos hijos, Frodo (Froda) y Harald (corresponde a Healfdene). La relación entre Ingeld y Froda se invierte, de la misma forma que en la saga Skjöldunga y Bjarkarímur. Froda mata a su hermano e intenta desembarazarse de sus sobrinos Harald (corresponde a Hroðgar) y Haldanus (corresponde a Halga). Tras algunas aventuras, ambos hermanos queman a tu tío dentro de su casa y vengan al padre.